# Stereocaryum neocaledonicum
Stereocaryum neocaledonicum är en myrtenväxtart som först beskrevs av Adolphe-Théodore Brongniart och Jean Antoine Arthur Gris, och fick sitt nu gällande namn av Andrew John Scott. Stereocaryum neocaledonicum ingår i släktet Stereocaryum och familjen myrtenväxter.
Artens utbredningsområde är Nya Kaledonien. Inga underarter finns listade i Catalogue of Life.